# Acanthoclinus fuscus
Acanthoclinus fuscus  es una especie de pez de la familia Plesiopidae del orden de los perciformes.

## Morfología
Los machos pueden alcanzar los 30 cm de longitud total.

## Distribución geográfica
Es un endemismo de Nueva Zelanda, se encuentra en la zona intermareal y en piscinas de roca cuando la marea está baja.